# Бели језик
Бели језик је језик из породице нило-сахарских језика, грана бонго-багирми. Њиме се служи око 6.600 становика из околине градова Јеј и Румбек у Јужном Судану. Користи латинично писмо и има неколико сродних дијалеката.